# Spring City (Tennessee)
Spring City is een plaats (town) in de Amerikaanse staat Tennessee, en valt bestuurlijk gezien onder Rhea County.

## Demografie
Bij de volkstelling in 2000 werd het aantal inwoners vastgesteld op 2025.
In 2006 is het aantal inwoners door het United States Census Bureau geschat op 2019, een daling van 6 (-0.3%).

## Geografie
Volgens het United States Census Bureau beslaat de plaats een oppervlakte van
6,4 km², waarvan 6,3 km² land en 0,1 km² water. Spring City ligt op ongeveer 244 m boven zeeniveau.

## Plaatsen in de nabije omgeving
De onderstaande figuur toont nabijgelegen plaatsen in een straal van 28 km rond Spring City.